# Chiesa di Maria Vergine Assunta (Armeno)
La chiesa di Maria Vergine Assunta è il principale luogo di culto cattolico di Armeno, in provincia e diocesi di Novara; fa parte dell'unità pastorale di Gozzano ed è, per la sua storia e la sua arte, il più importante edificio religioso del territorio cusiano.

## Storia
La chiesa ha una storia molto antica, fu edificata nel XII secolo su un precedente luogo di culto, sicuramente consacrata nel 1110 e dedicata alla beata Vergine Maria. Prima della costruzione dell'edificio di culto, fu edificata la torre campanaria a pianta quadrata, intorno al primo millennio, e la tradizione cittadina tramanda l'edificazione dell'edificio religioso da parte dei fratelli santi Giulio e Giuliano e che a loro si deve la dedicazione alla Madonna.
La chiesa fu decorata e affrescata durante i secoli medioevali, a decorrere dal Quattrocento. L'edificio fu oggetto di un completo lavoro di ammodernamento nell'Ottocento, con l'ampliamento della zona presbiteriale e la conseguente rimozione delle tre absidi romaniche che facevano da parte terminale delle navate, e che ha lasciato integre solo le prime quattro campate. Il segno delle tre absidi è visibile nella pavimentazione con le pietre inserite nei pressi dell'altare vicino ai due pilastri.I restauri della seconda metà del Novecento hanno cercato di ridare all'aula l'originaria conformazione.
Grazie alla sua antica storia e le opere d'arte che conserva, è stata inserita tra gli edifici con il titolo di «Monumento Privilegiato di arte e di storia» nel 1908.

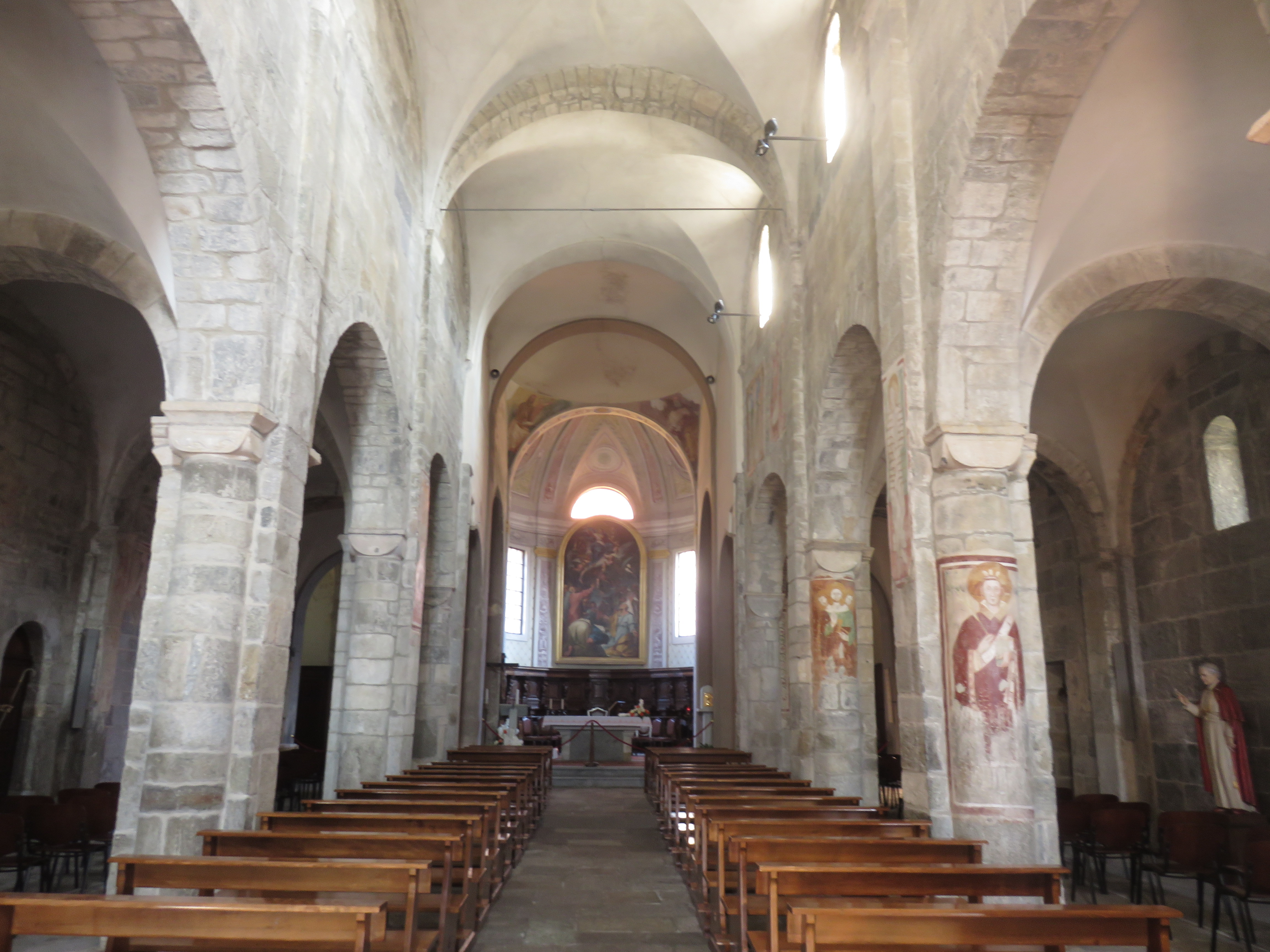
Chies di Santa Maria Assunta-interno

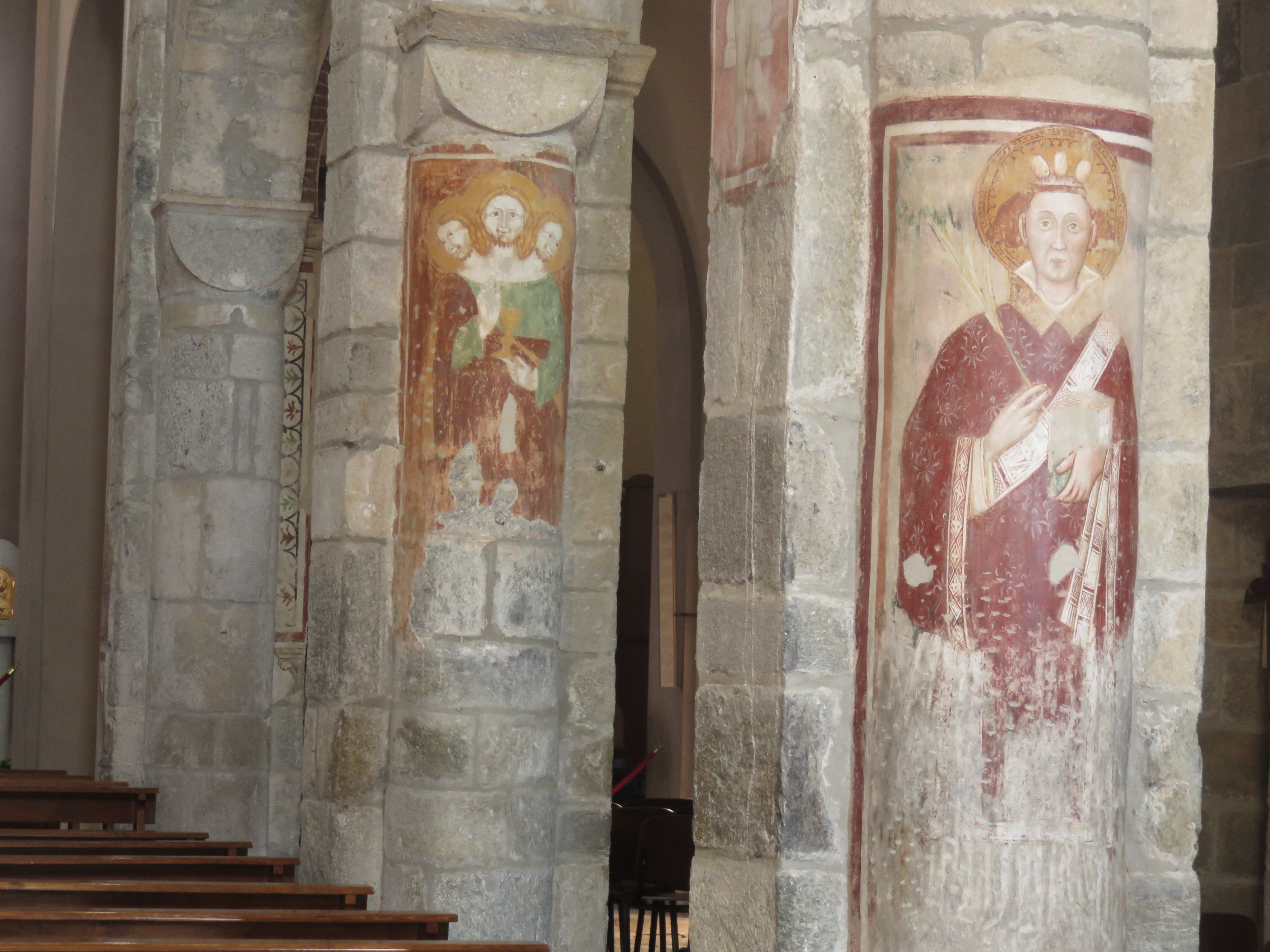
Santo Stefano Promatiere e Santissima Trinità tricefala

## Descrizione

### Esterno
La chiesa è anticipata da un ampio viale pavimentato in lastre di pietra che permette la visione della maestosa facciata romanica visibile anche dalle località limitrofe. Conserva lateralmente la cappella ossario settecentesca che testimonia la sua antica destinazione cimiteriale. Mentre altre cappelle sempre del XVIII secolo raffigurano la Via Crucis. Il frontone a grossi blocchi di pietra squadrati a salienti anticipa le tre navate interne. La sezione centrale completa di due lesene a sezione quadrata conserva l'antico portale completo di colonnine addossate al muro e complete di capitelli zoomorfi che riportano la raffigurazione di teste e animali, e che sorreggono la lunetta di pietra bicolore, affiancata da due aperture oculari. Due lesene delimitano le sezioni laterali che conservano due aperture centinate a sguscio, mentre la parte centrale ospita nella parte superiore una monofora strombata con contorno in pietra bicolore che riprende la lunetta del portale. Un'ulteriore apertura a croce completa la facciata che è ingentilita dalla decorazione ad archetti pensili lungo gli spioventi del tetto.
La torre campanaria a pianta quadrata, presente in corrispondenza della terza campata, risulta essere di costruzione migliore rispetto alla chiesa a indicare la sua costruzione precedente al tempio. Il campanile si presenta a sei piani che originariamente erano divisi da una cornice marcapiano completa di archetti e poggianti su lesene angolari. Con la posa dell'orologio la parte terminale è variata e presenta una bifora al quarto piano e una monofora al sesto dove è posto il telaio delle campane, mentre la parte terminale ospita una trifora.

### Interno
L'aula a croce latina a tre navate conserva l'originale linea romanica con i pilastri che ospitano affreschi cinquecenteschi tra i quali una delle più rare raffigurazioni del XVI secolo: la santissima Trinità sul secondo pilastro a destra, rappresentata come uomo tricefalo con un solo busto umano che regge tre teste.
Le tre navate sono separate da poderose colonne atte a reggere gli archi longitudinali che proseguono con le volte a crociera. Le colonne presentano i capitelli dalla forma a cubo con raffigurazioni di animali e vegetali. Molti affreschi, di cui rimangono solo poche parti, sono considerati lavori di Giovanni de Campo del 1440, mentre la pala conservata nell'altare a sinistra di quello maggiore è opera di Fermo Stella raffigurante la Deposizione del 1548.